# Николаевское и Севастопольское военное губернаторство

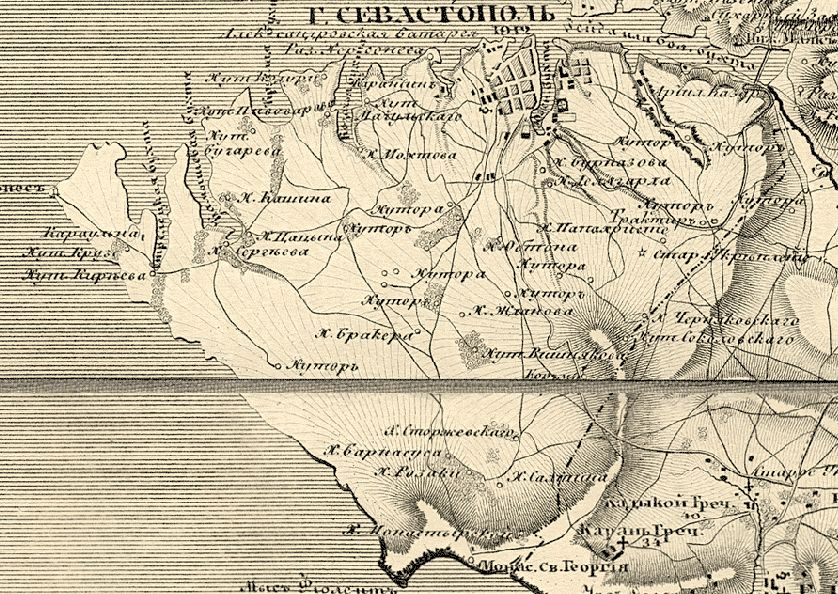
Севастопольское губернаторство на карте 1842 года.

Николаевское и Севастопольское военное губернаторство — административно-территориальная единица в Российской империи, существовавшая с 1805 по 1864 год. В 1864 году Севастополь был выведен из состава Николаевского и Севастопольского военного губернаторства, которое с этого времени именовалось Николаевским.

## История
Впервые назначение на должность Николаевского и Севастопольского военного губернатора было произведено 20 марта 1805 года. Как правило, на эту должность назначался Главный командир Черноморского флота и портов.
В результате поражения Российской империи в Крымской войне она утратила право иметь военный флот на Чёрном море, должность Главного командира Черноморского флота ликвидирована. 26 августа 1856 года на должность Николаевского и Севастопольского военного губернатора назначен заведующий морской частью в Николаеве Григорий Бутаков, а 7 февраля 1857 года была восстановлена отдельная должность Севастопольского военного губернатора (впервые введённая 24 июня 1856 года).
В 1864 году Севастополь был окончательно выведен из состава Николаевского и Севастопольского военного губернаторства, которое с этого времени именовалось Николаевским.

## Военные губернаторы Николаевские и Севастопольские
| Ф. И. О.                    | Титул, чин, звание                 | Время замещения должности |
| --------------------------- | ---------------------------------- | ------------------------- |
| Траверсе Иван Иванович      |                                    | 1802(1805)—1809(1811)     |
| Галл Роман Романович        |                                    | 1811—1811                 |
| Языков Николай Львович      |                                    | 11.12.1811—1816           |
| Грейг Алексей Самойлович    | адмирал                            | 02.03.1816—08.10.1833     |
| Лазарев Михаил Петрович     | адмирал                            | 08.10.1833—01.04.1851     |
| Берх Мориц Борисович        | адмирал                            | 01.04.1851—26.09.1855     |
| Метлин Николай Фёдорович    | вице-адмирал                       | 26.09.1855—26.08.1856     |
| Панфилов Александр Иванович | вице-адмирал                       | 01.1856—08.1856           |
| Бутаков Григорий Иванович   | Свиты Его Величества контр-адмирал | 26.08.1856—01.02.1860     |